# Петровський Василь Васильович (радянський діяч)
Василь Васильович Петровський (1902, село Ждани Лохвицького повіту Полтавської губернії, тепер Лубенського району Полтавської області — ?) — український радянський діяч, новатор виробництва, майстер модельного цеху, бригадир Коростенського фарфорового заводу імені Дзержинського Житомирської області. Депутат Верховної Ради УРСР 3-го скликання.

## Життєпис
Понад тридцять років пропрацював на Коростенському порцеляновому заводі. Трудову діяльність розпочав чорноробом. Потім працював у модельному, формувальному, капсульному і горновому цехах Коростенського фарфорового заводу імені Дзержинського Житомирської області.
З жовтня 1941 року — в Червоній армії. Учасник німецько-радянської війни з травня 1942 року. Служив санітаром евакуаційно-транспортного взводу 140-го окремого медико-санітарного батальйону 164-ї стрілецької дивізії 4-ї Ударної армії Ленінградського фронту.
Після демобілізації — майстер модельного цеху, бригадир Коростенського фарфорового заводу імені Дзержинського Житомирської області. Знаний майстер-модельник, наставник молоді, раціоналізатор та новатор виробництва.

## Звання
- старшина медичної служби

## Нагороди
- орден Червоної Зірки (22.05.1945)
- медалі